# Último máximo glacial

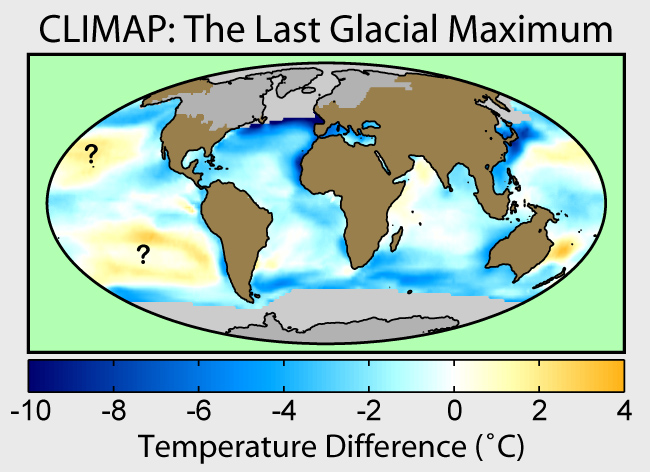
Mapa das temperaturas da superfície do mar e extensão glaciar (em cinza claro) durante o último máximo glacial de acordo com o projeto CLIMAP.

O Último Máximo Glacial (UMG), também conhecido como Último Período Glacial Mais Frio, foi o período mais recente durante o Último Período Glacial em que as camadas de gelo atingiram sua maior extensão há 26.000 e 20.000 anos. As camadas de gelo cobriam grande parte do norte da América do Norte, do norte da Europa e da Ásia e afetaram profundamente o clima da Terra, causando uma grande expansão dos desertos, juntamente com uma grande queda no nível do mar.
Com base nas mudanças na posição das margens das camadas de gelo datadas por meio de nuclídeos cosmogênicos terrestres e datação por radiocarbono, o crescimento das camadas de gelo no hemisfério sul começou há 33.000 anos e a cobertura máxima foi estimada como tendo ocorrido em algum momento entre 26.500 anos atrás e 20.000 anos atrás. Depois disso, a deglaciação causou um aumento abrupto no nível do mar. O declínio da camada de gelo da Antártida Ocidental ocorreu entre 14.000 e 15.000 anos atrás, consistente com evidências de outra elevação abrupta do nível do mar há cerca de 14.500 anos. As flutuações glaciares em torno do Estreito de Magalhães sugerem que o pico da superfície glacial foi limitado a um período entre 25.200 e 23.100 anos atrás.
Não há datas acordadas para o início e o fim do UMG, e os pesquisadores selecionam as datas dependendo de seus critérios e do conjunto de dados consultado. Jennifer French, uma arqueóloga especializada no Paleolítico Europeu, data o seu início há 27.500 anos, com as camadas de gelo a atingirem o seu máximo há cerca de 26.000 anos e a deglaciação a começar entre 20.000 e 19.000 anos atrás. O UMG é conhecido na Grã-Bretanha como Dimlington Stadial, datado entre 31.000 e 16.000 anos atrás.

## Clima glacial

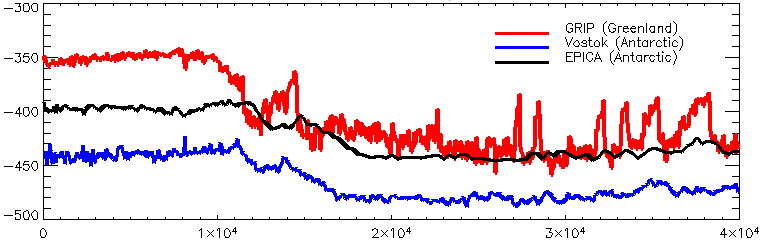
Proxies de temperatura dos últimos 40.000 anos

A temperatura média global há cerca de 21.000 anos era de cerca de 6 °C mais frio que hoje.
De acordo com o Serviço Geológico dos Estados Unidos (USGS), o gelo permanente de verão cobriu cerca de 8% da superfície da Terra e 25% da área terrestre durante o último máximo glacial. O USGS também afirma que o nível do mar estava em cerca de 125 metros menor do que nos tempos atuais (2012).
Em comparação com o presente, a temperatura média global era de 15 °C para o período de 2013–2017. Em 2012, cerca de 3,1% da superfície da Terra e 10,7% da área terrestre estavam cobertas por gelo durante todo o ano.
O sequestro de carbono no altamente estratificado e produtivo Oceano Antártico foi essencial na produção do LGM.
Na Nova Zelândia e nas regiões vizinhas do Pacífico, as temperaturas podem ter diminuído ainda mais durante parte do UMG devido à erupção supervulcânica mais recente do mundo, a erupção de Oruanui, aproximadamente 25.500 anos AP.
No entanto, estima-se que durante o UMG, as superfícies terrestres de latitude baixa a média em baixa elevação esfriaram em média 5,8 °C em relação às suas temperaturas atuais, com base numa análise de gases nobres dissolvidos nas águas subterrâneas, em vez de exames de abundância de espécies que foram usados no passado.

## Impacto mundial
Durante o Último Máximo Glacial, grande parte do mundo era fria, seca e inóspita, com tempestades frequentes e uma atmosfera carregada de poeira. A poeira da atmosfera é uma característica proeminente nos núcleos de gelo; os níveis de poeira eram de 20 a 25 vezes maiores do que são atualmente. Isto deveu-se provavelmente a uma série de factores: redução da vegetação, ventos globais mais fortes e menos precipitação para limpar o pó da atmosfera. As enormes camadas de gelo retiveram água, baixando o nível do mar, expondo as plataformas continentais, unindo massas de terra e criando extensas planícies costeiras. As camadas de gelo também alteraram a circulação atmosférica, fazendo com que os oceanos Pacífico e Atlântico setentrional arrefecessem e produzissem mais nuvens, o que amplificou o arrefecimento global, uma vez que as nuvens reflectiam ainda mais luz solar. Durante o UMG, há 21.000 anos, o nível do mar era cerca de 125 metros mais baixo do que é hoje. Na maior parte do globo, o ciclo hidrológico abrandou, o que explica o aumento da aridez em muitas regiões do mundo.

### África e Oriente Médio
Na África e no Médio Oriente, formaram-se muitas geleiras de montanha mais pequenas e o Saara e outros desertos arenosos expandiram-se significativamente em extensão. O núcleo de sedimentos do fundo do mar Atlântico V22-196, extraído da costa do Senegal, mostra uma grande expansão para o sul do Saara.
O Golfo Pérsico tem em média 35 metros de profundidade e o fundo do mar entre Abu Dhabi e o Catar é ainda mais raso, com menos de 15 metros de profundidade. Durante milhares de anos, o Ur-Shatt (uma confluência dos rios Tigre e Eufrates) forneceu água doce ao Golfo, enquanto fluía pelo Estreito de Ormuz para o Golfo de Omã. Dados batimétricos sugerem que havia duas paleobacias no Golfo Pérsico. A bacia central pode ter se aproximado de uma área de 20.000 km2, comparável em sua extensão máxima a lagos como o Lago Malawi, na África. Entre 12.000 e 9.000 anos atrás, grande parte do fundo do Golfo não era coberta por água, tendo sido inundada pelo mar apenas há 8.000 anos.
Estima-se que as temperaturas médias anuais na África Austral foram de 6 °C mais baixo do que atualmente durante o Último Máximo Glacial. Esta queda de temperatura por si só não teria sido suficiente para gerar uma glaciação generalizada ou permafrost nas Montanhas Drakensberg ou nas Terras Altas do Lesoto. O congelamento sazonal do solo neste lugar pode ter atingido profundidades de 2 metros ou mais abaixo da superfície. No entanto, algumas pequenas geleiras desenvolveram-se durante o UMG, em particular nas encostas viradas a sul. Nas montanhas do rio Hex, no Cabo Ocidental, blocos de riachos e terraços encontrados perto do cume de Matroosberg evidenciam atividade periglacial passada que provavelmente ocorreu durante o UMG. Os indicadores paleoclimatológicos indicam que a região ao redor da Caverna Boomplaas era mais úmida, com maior precipitação no inverno. A região da bacia hidrográfica do Rio Zambeze era mais fria em relação ao presente e a queda local na temperatura média era sazonalmente uniforme.
Na ilha Maurícia, no arquipélago das Mascarenhas, a vegetação de floresta húmida aberta dominava, contrastando com o estado predominantemente fechado, estratificado e de floresta alta das florestas mauricianas do Holoceno.

### Ásia

Um mapa que mostra a extensão provável de terra e água na época do último máximo glacial, há 20.000 anos, quando o nível do mar estava provavelmente mais de 110 metros mais baixo do que é hoje.

Havia camadas de gelo no Tibete moderno (embora os cientistas continuem a debater até que ponto o Planalto Tibetano estava coberto de gelo), bem como no Baltistão e em Ladakh. No Sudeste Asiático, muitas geleiras menores se formaram, e o permafrost cobriu a Ásia até o sul de Pequim. Devido à redução do nível do mar, muitas das ilhas atuais foram unidas aos continentes: as ilhas indonésias, tão a leste quanto Bornéu e Bali, foram conectadas ao continente asiático em uma massa de terra chamada Sundalândia. Palawan também fazia parte de Sundaland, enquanto o resto das Ilhas Filipinas formavam uma grande ilha separada do continente apenas pela Passagem de Sibutu e pelo Estreito de Mindoro.
O ambiente ao longo da costa do sul da China não era muito diferente do atual, apresentando florestas perenes subtropicais úmidas, apesar dos níveis do mar no Mar da China Meridional serem cerca de 100 metros mais baixos do que os atuais.

### Australásia
O continente australiano, Nova Guiné, Tasmânia e muitas ilhas menores compunham uma única massa de terra. Este continente é agora chamado comumente de Sahul. No Golfo de Bonaparte, no noroeste da Austrália, os níveis do mar estavam cerca de 125 metros mais baixos do que os atuais. O interior da Austrália registou uma aridez generalizada, evidenciada pela extensa atividade das dunas e pela queda dos níveis dos lagos. A Austrália Oriental registou dois pontos mais baixos na temperatura. Os sedimentos lacustres da Ilha North Stradbroke, na costa de Queensland, indicaram condições úmidas. Dados da Lagoa Little Llangothlin também indicam a persistência das florestas tropicais no leste da Austrália nesta época. Os rios mantiveram sua forma sinuosa no sudeste da Austrália e houve um aumento na deposição eólica de sedimentos em comparação com hoje. As cordilheiras Flinders também experimentaram condições úmidas. No sudoeste da Austrália Ocidental, as florestas desapareceram durante o UMG.
As duas ilhas principais da Nova Zelândia, juntamente com as ilhas menores associadas, foram unidas como uma única massa de terra. Praticamente todos os Alpes do Sul estavam sob cobertura permanente de gelo, com geleiras alpinas estendendo-se deles até grande parte das terras altas circundantes.

### Europa

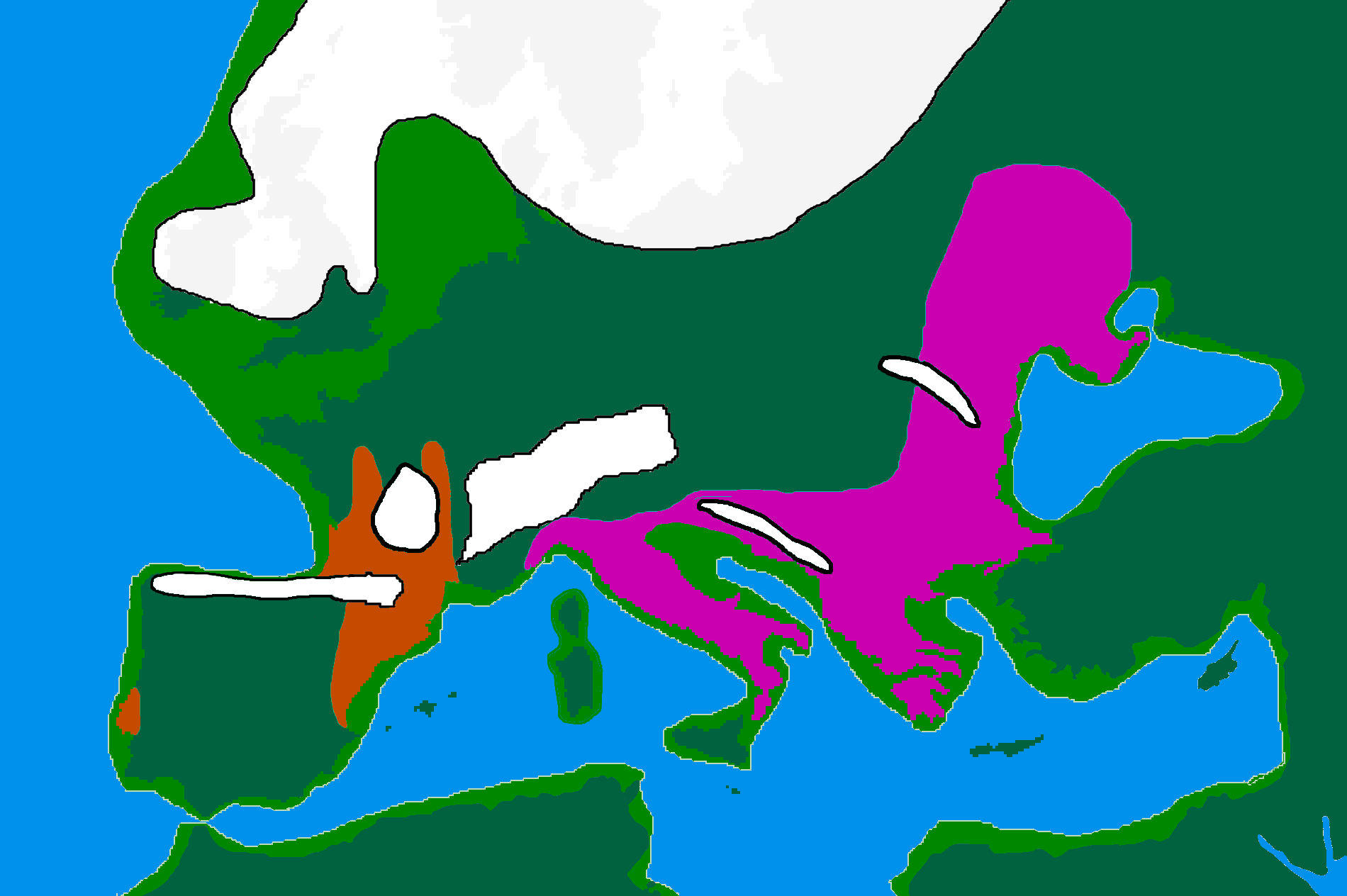
Refúgio do Último Máximo Glacial, cerca de 20 mil anos atrás.
Cultura solutreana
Cultura epigravetiana

O norte da Europa era amplamente coberto por gelo, com o limite sul das camadas de gelo passando pela Alemanha e Polônia. Este gelo estendeu-se para norte para cobrir Svalbard e a Terra de Francisco José e para nordeste para ocupar o Mar de Barents, o Mar de Kara e Nova Zembla, terminando na Península de Taymyr, no que é hoje o noroeste da Sibéria. O aquecimento começou nas latitudes do norte há cerca de 20.000 anos, mas foi limitado e um aquecimento considerável só ocorreu há cerca de 14.600 anos.
No noroeste da Rússia, a camada de gelo da Fennoscandia atingiu sua extensão UGM há aproximadamente 17.000 anos, cerca de cinco mil anos depois do que na Dinamarca, Alemanha e Polônia Ocidental. Fora do Escudo Báltico, e na Rússia em particular, a margem de gelo LGM da camada de gelo da Fennoscandia era altamente lobada. Os principais lóbulos UGM da Rússia seguiram as bacias de Dvina, Vologda e Rybinsk, respectivamente. Os lóbulos se originaram como resultado do gelo que seguia depressões topográficas rasas preenchidas com um substrato de sedimento macio. A região norte dos Urais era coberta por estepes periglaciais.
O pergelissolo cobria a Europa ao sul da camada de gelo até o sul da atual Szeged, no sul da Hungria. O gelo cobria toda a Islândia. Além disso, o gelo cobriu a Irlanda, juntamente com aproximadamente a metade norte das Ilhas Britânicas, com o limite sul da camada de gelo estendendo-se aproximadamente do sul do País de Gales até o nordeste da Inglaterra e, em seguida, através da terra agora submersa de Doggerland até a Dinamarca. A Europa Central tinha bolsas isoladas de calor relativo correspondentes a áreas hidrotermicamente ativas, que serviam de refúgio para táxons não adaptados a climas extremamente frios.
Nas montanhas Cantábricas do canto noroeste da Península Ibérica, que atualmente não têm geleiras permanentes, o UMG levou a uma recessão glacial local como resultado do aumento da aridez causada pelo crescimento de outras camadas de gelo mais a leste e ao norte, o que limitou drasticamente a queda de neve anual sobre as montanhas do noroeste da Espanha. As geleiras alpinas cantábricas expandiram-se anteriormente entre aproximadamente 60.000 e 40.000 anos atrás, durante um máximo glacial local na região.
No nordeste da Itália, na região ao redor do Lago Fimon, semidesertos, estepes e estepes campestres dominados por Artemísia substituíram florestas boreais abertas no início do LGM, especificamente durante o Estágio Heinrich 3. O clima geral da região tornou-se mais seco e frio.
Nas Montanhas Sar, a altitude da linha de equilíbrio glacial era cerca de 450 metros mais baixa do que no Holoceno. Na Grécia, a vegetação de estepe predominava.
A abundância da megafauna na Europa atingiu o pico por volta de 27.000 e 21.000 anos AC; essa abundância foi atribuída ao clima frio do estado.

### América do Norte

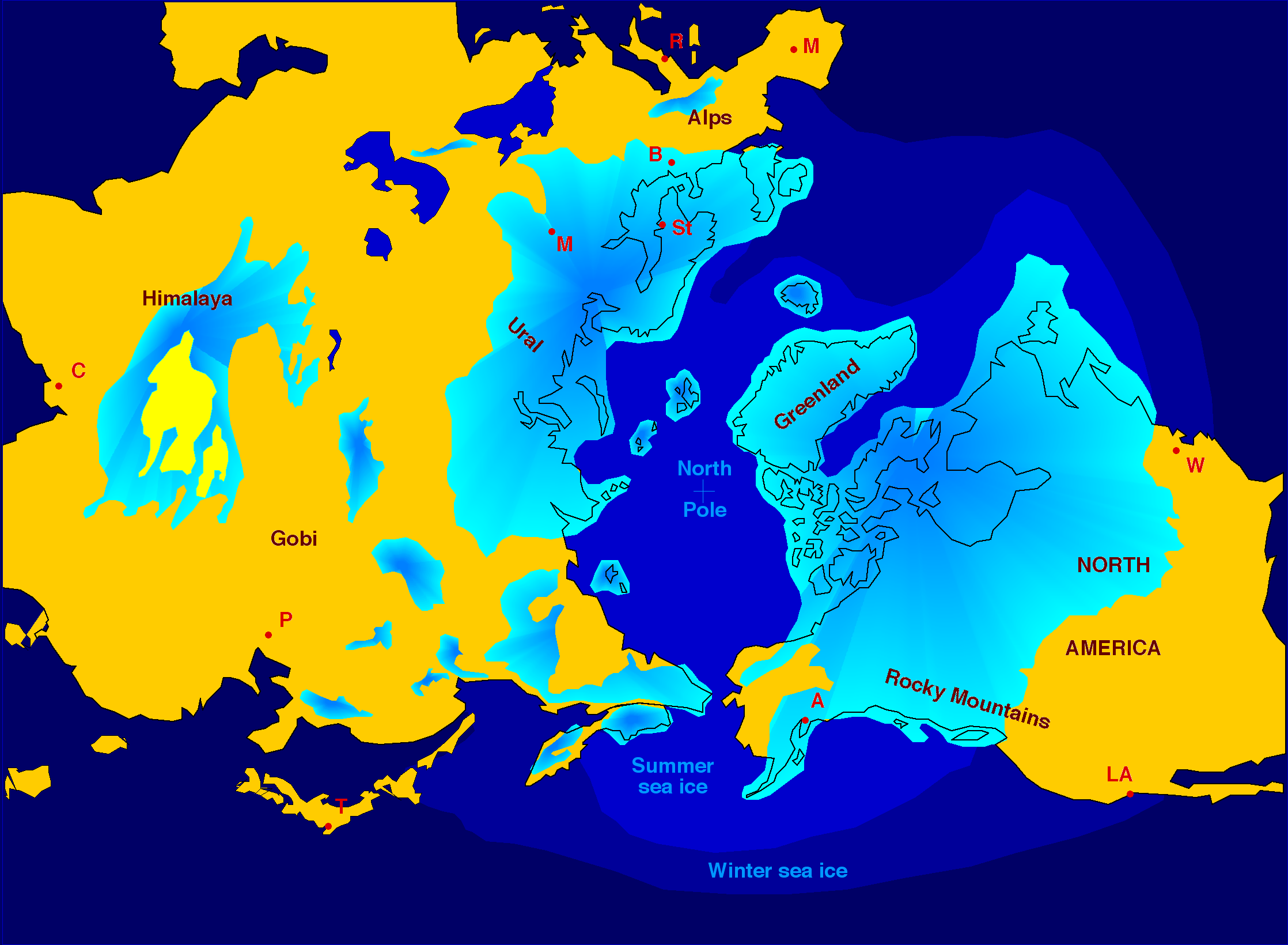
A glaciação do hemisfério norte durante as últimas eras glaciais, durante as quais camadas de gelo de três a quatro quilômetros de espessura causaram uma redução do nível do mar de cerca de 120 metros.

Na Groenlândia, a diferença entre as temperaturas UMG e as temperaturas atuais foi duas vezes maior durante o inverno do que durante o verão. Os gases com de efeito estufa e as forças de insolação dominaram as alterações de temperatura no norte da Gronelândia, enquanto a variabilidade da circulação meridional do Atlântico (AMOC) foi a influência dominante no clima do sul da Gronelândia. A Ilha Illorsuit era coberta exclusivamente por geleiras de base fria.
A Beríngia Oriental era extremamente fria e seca. As temperaturas do ar em julho no norte do Alasca e em Yukon foram cerca de 2-3 °C mais baixas em comparação com hoje. As altitudes da linha de equilíbrio no Alasca sugerem que as temperaturas de verão eram de 2 a 5 °C em comparação com a era pré-industrial. A análise do núcleo de sedimentos do Lago Lone Spruce, no sudoeste do Alasca, mostra que era uma bolsa de calor relativo.
Após um período anterior de recuo relativo de 52.000 a 40.000 anos atrás, a camada de gelo Laurentide cresceu rapidamente no início do UMG até cobrir essencialmente todo o Canadá a leste das Montanhas Rochosas e se estender aproximadamente até os rios Missouri e Ohio, e para leste até Manhattan, atingindo um volume máximo total de cerca de 26,5 a 37 milhões de quilômetros cúbicos. No seu pico, a camada de gelo Laurentide atingiu 3,2 quilômetros de altura ao redor do Keewatin Dome e cerca de 1,7-2,1 quilômetos ao longo da divisão das planícies. Além da grande camada de gelo da Cordilheira no Canadá e em Montana, as geleiras alpinas avançaram e (em alguns locais) as calotas de gelo cobriram grande parte das Montanhas Rochosas e da Sierra Nevada mais ao sul. Os gradientes latitudinais eram tão acentuados que o permafrost não alcançava muito ao sul das camadas de gelo, exceto em altitudes elevadas. As geleiras forçaram as primeiras populações humanas que originalmente migraram do nordeste da Sibéria a se refugiarem, remodelando sua variação genética por meio de mutação e deriva. Este fenômeno estabeleceu os haplogrupos mais antigos encontrados entre os nativos americanos, e as migrações posteriores são responsáveis pelos haplogrupos do norte da América do Norte.
No sudeste da América do Norte, entre os Montes Apalaches do sul e o Oceano Atlântico, havia um enclave de clima excepcionalmente quente.

### Ámérica do Sul
A costa ocidental da Patagônia era em grande parte glaciada, mas alguns autores apontaram a possível existência de refúgios sem gelo para algumas espécies de plantas. No lado oriental dos Andes, lóbulos glaciais ocupavam as depressões de Seno Skyring, Seno Otway, Baía Inútil e Canal de Beagle. No Estreito de Magalhães, o gelo chegou até a Segunda Angostura.

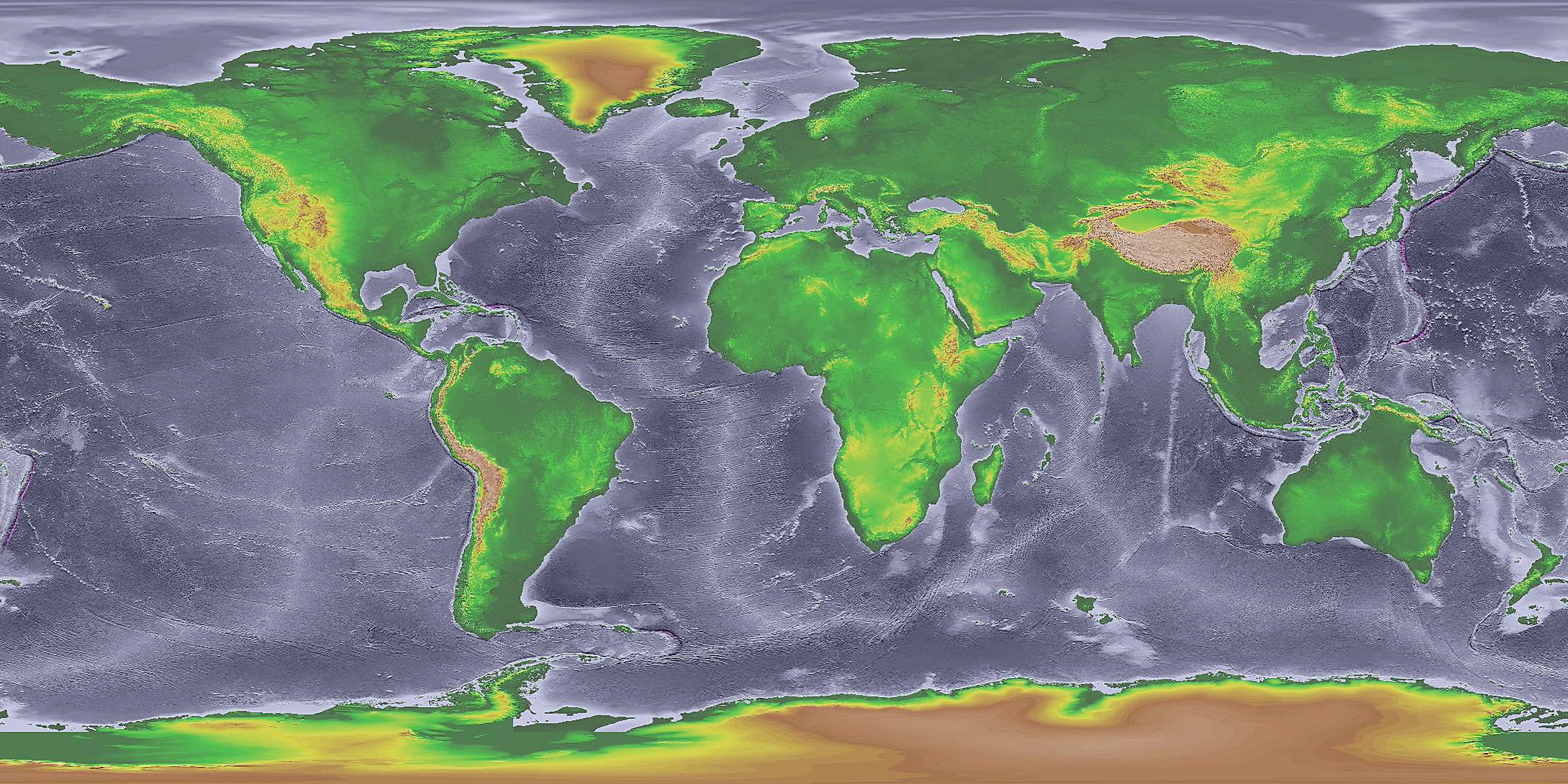
Um mapa do mundo durante o Último Máximo Glacial

Durante o UMG, as geleiras do vale no sul dos Andes (38–43° S) se fundiram e desceram de lá, ocupando bacias lacustres e marinhas, onde se espalharam formando grandes lóbulos do Piemonte. As geleiras se estendiam por cerca de 7 quilômetros a oeste do moderno Lago Llanquihue, mas não mais do que 2 a 3 quilômetros ao sul dela. O Lago Nahuel Huapi na Argentina também foi glaciado na mesma época. Na maior parte do arquipélago de Chiloé, o avanço das geleiras atingiu o pico há 26.000 anos, formando um longo sistema de morenas norte-sul ao longo da costa leste da ilha de Chiloé (41,5–43° S). Naquela época, a glaciação na latitude de Chiloé era do tipo manto de gelo, contrastando com a glaciação de vale encontrada mais ao norte no Chile.
Apesar do avanço das geleiras, grande parte da área a oeste do Lago Llanquihue ainda estava livre de gelo durante o Último Máximo Glacial. Durante o período mais frio do UMG, a vegetação neste local era dominada por ervas alpinas em amplas superfícies abertas. O aquecimento global que se seguiu causou uma lenta mudança na vegetação para uma vegetação esparsa e dominada por espécies de Nothofagus. Dentro dessa vegetação de parque, a charneca de Magalhães se alternava com a floresta de Nothofagus e, à medida que o aquecimento avançava, até mesmo árvores de clima quente começaram a crescer na área. Estima-se que a linha das árvores tenha diminuído cerca de 1.000 metros em relação às elevações atuais durante o período mais frio, mas aumentou gradualmente até 19.300 anos atrás. Naquela época, uma reversão do frio causou a substituição de grande parte da vegetação arbórea por charnecas de Magalhães e espécies alpinas. Na Ilha Grande de Chiloé, as charnecas de Magalhães e as florestas de Nothofagus de copa fechada estavam presentes durante o UMG, mas as primeiras desapareceram no final desse evento.
Pouco se sabe sobre a extensão das geleiras durante o Último Máximo Glacial ao norte do Distrito dos Lagos Chilenos. Ao norte, nos Andes secos da região Central e do Último Máximo Glacial, está associado o aumento da umidade e o avanço verificado de pelo menos alguns glaciares de montanha. As geleiras de montanha no norte dos Andes atingiram seu pico de extensão há aproximadamente 27.000 anos. No noroeste da Argentina, os depósitos de pólen registram a descida altitudinal da linha de árvores durante o UMG.
A Amazônia era muito mais seca do que é hoje. Os valores δD das ceras vegetais do UMG são significativamente mais enriquecidos do que os presentes e aqueles que datam do MIS 3, evidenciando esse aumento da aridez. O leste do Brasil também foi afetado; o sítio de Guanambi, na Bahia, era muito mais seco do que hoje.

### Oceano Atlântico
A AMOC foi mais fraca e superficial durante o UMG. As temperaturas da superfície do mar no giro subtropical ocidental do Atlântico Norte rondavam os 5 °C mais frio em comparação a hoje. As águas de profundidade intermediária do Atlântico Norte foram melhor ventiladas durante o LGM pela Água Intermediária Glacial do Atlântico Norte (GNAIW) em relação à sua ventilação atual pela Água Profunda do Atlântico Norte superior (NADW). O GNAIW era pobre em nutrientes em comparação ao NADW superior atual. Abaixo do GNAIW, a água do fundo da fonte sul, muito rica em nutrientes, preenchia o Atlântico Norte profundo.
Devido à presença de imensas camadas de gelo na Europa e na América do Norte, o fluxo de intemperismo continental no Atlântico Norte foi reduzido, conforme medido pelo aumento da proporção de isótopos radiogênicos nas proporções de isótopos de neodímio.
Há controvérsias sobre se a ressurgência na costa marroquina foi mais forte durante o LGM em comparação com hoje. Embora o aumento do tamanho do cocólito em Calcidiscus leptoporus sugira que os ventos alísios mais fortes durante o LGM causaram um aumento da ressurgência costeira na costa noroeste da África, os registros de foraminíferos planctônicos δ13C mostram que a ressurgência e a produtividade primária não foram aumentadas durante o UMG, exceto em intervalos transitórios em torno de 23.200 e 22.300 AP.
No Atlântico Sul ocidental, onde se forma a Água Intermediária Antártica, o fluxo de partículas afundantes foi aumentado como resultado do aumento do fluxo de poeira durante o UMG e da produtividade de exportação sustentada. O aumento do fluxo de partículas que afundam removeu o neodímio das águas rasas, produzindo uma mudança na razão isotópica.

### Oceano Pacífico
Na Ilha do Havaí, os geólogos há muito reconhecem depósitos formados por geleiras no Mauna Kea durante eras glaciais recentes. Os trabalhos mais recentes indicam que depósitos de três episódios glaciais ocorridos entre 150.000 e 200.000 anos atrás estão preservados no vulcão. As morenas glaciais no vulcão se formaram há cerca de 70.000 anos e de 40.000 a 13.000 anos atrás. Se depósitos glaciais foram formados em Mauna Loa, eles já foram enterrados há muito tempo por fluxos de lava mais jovens.
A baixa temperatura da superfície do mar (TSM) e a salinidade da superfície do mar (SSS) no Mar da China Oriental durante o UMG sugerem que a Corrente de Kuroshio foi reduzida em força em relação ao presente. A reviravolta do Pacífico Abissal foi mais fraca durante esse período do que nos dias atuais, embora tenha sido temporariamente mais forte durante alguns intervalos de recuo da camada de gelo. O El Niño-Oscilação do Sul (ENOS) foi forte durante o UMG. As evidências sugerem que a Zona Mínima de Oxigênio do Peru no Pacífico oriental era mais fraca do que é hoje, provavelmente como resultado do aumento das concentrações de oxigênio na água do mar permitidas pelas temperaturas mais frias da água do oceano, embora fosse semelhante em extensão espacial.
O escoamento da Água Intermediária do Pacífico Norte através do Mar da Tasmânia foi mais forte durante o UMG.
Na Grande Barreira de Corais, ao longo da costa de Queensland, o desenvolvimento do recife deslocou-se para o mar devido à queda abrupta do nível do mar, atingindo uma distância máxima da costa actual à medida que o nível do mar se aproximava dos seus níveis mais baixos há cerca de 20 700-20 500 anos. A deposição de carbonato microbiano na Grande Barreira de Corais foi aumentada devido aos baixos níveis de CO2 atmosférico.

### Oceano Índico
As águas profundas do Oceano Índico foram significativamente menos oxigenadas durante o UMG em comparação com o Holoceno Médio. O profundo Oceano Índico Meridional, em particular, foi um enorme sumidouro de carbono, explicando parcialmente o pCO 2 muito baixo do UMG. As águas intermediárias do sudeste do Mar Arábico eram mal ventiladas em relação aos dias de hoje devido à circulação termohalina enfraquecida.

### Oceano Antártico
Evidências de núcleos de sedimentos no Mar de Scotia sugerem que a Corrente Circumpolar Antártica foi mais fraca durante o UMG do que durante o Holoceno. A Frente Polar Antártica (FAP) estava localizada muito mais ao norte em comparação com sua localização atual. Estudos sugerem que ele poderia ter sido colocado tão ao norte quanto 43°S, alcançando o sul do Oceano Índico.

## Período Glacial Tardio
O Período Glacial Tardio seguiu o Último máximo glacial e precedeu o Holoceno, que começou há cerca de 11.700 anos.